# 1272
- Wikisource

| Calendário gregoriano                                                        | 1272 MCCLXXII                                         |
| Ab urbe condita                                                              | 2025                                                  |
| Calendário arménio                                                           | 721 – 722                                             |
| Calendário bahá'í                                                            | -572 – -571                                           |
| Calendário budista                                                           | 1816                                                  |
| Calendário chinês                                                            | 3968 – 3969 Início a 1 de fevereiro (aproximadamente) |
| Calendário copta                                                             | 988 – 989                                             |
| Calendário etíope                                                            | 1264 – 1265                                           |
| Calendários hindus - Vikram Samvat - Calendário nacional indiano - Cáli Iuga | 1327 – 1328 1193 – 1194 4372 – 4373                   |
| Calendário Holoceno                                                          | 11272                                                 |
| Calendário islâmico                                                          | 670 – 671                                             |
| Calendário judaico                                                           | 5032 – 5033                                           |
| Calendário persa                                                             | 650 – 651                                             |
| Calendário rúnico                                                            | 1522                                                  |
| Calendário solar tailandês                                                   | 1815                                                  |

1272 (MCCLXXII, na numeração romana) foi um ano bissexto do século XIII do Calendário Juliano, da Era de Cristo, e as suas letras dominicais foram  C e B (52 semanas), teve início a uma sexta-feira e terminou a um sábado.
| Ano completo                          |
| ------------------------------------- |
| Ano bissexto com início à sexta-feira |

## Eventos
- Eduardo I de Inglaterra torna-se rei, sucedendo ao pai, Henrique III.

## Mortes
- 17 de Março - Go-Saga, 88º imperador do Japão.
- 16 de Novembro - Henrique III de Inglaterra.
- 27 de Outubro - Hugo IV, Duque da Borgonha n. 1212 foi duque da Borgonha desde 1218 e rei titular da Tessalónica.
- Afonso Anes de Cambra Rico-homem do Reino de Portugal, deteve a Tenência Lafões em 1242.
- 6 de Janeiro - Afonso de Molina, foi infante de Castela e senhor de Molina, n. 1203.